# Amilly (Loiret)
Amilly – miejscowość i gmina we Francji, w Regionie Centralnym, w departamencie Loiret.
Według danych na rok 1990 gminę zamieszkiwało 11 029 osób, a gęstość zaludnienia wynosiła 274 osoby/km² (wśród 1842 gmin Regionu Centralnego Amilly plasuje się na 29. miejscu pod względem liczby ludności, natomiast pod względem powierzchni na miejscu 168.).